# Idiotstoppet
Idiotstoppet är en benämning av den borgerliga oppositionen på den åtstramning av ekonomin och reglering av bankernas kreditgivning som den socialdemokratiske regeringen och finansminister Gunnar Sträng genomförde 1969–1970 via Riksbanken. Syftet med regleringen var att komma till rätta med det stora underskottet i utrikeshandeln och bekämpa inflationen. Bytesbalansen förbättrades mycket riktigt, men till priset av ökad arbetslöshet och en ekonomi på sparlåga. Idiotstoppet ledde till de s.k. förlorade åren 1970–1973, när Sveriges tillväxt blev avsevärt lägre än andra OECD-länders.
1974 tvingades regeringen att vidta kraftiga importrestriktioner för att nå balans i utrikeshandeln. Importen av bilar, bensin och kaffe skars ner radikalt och ransoneringen från kriget på kaffe och bensin återinfördes. Dessutom krävdes återhållsamhet bland löntagare, kallat idiotstoppet, vilket ledde till spänningar mellan LO och den socialdemokratiska regeringen. 